# Злотин, Роман Исаевич
Роман Исаевич Зло́тин (англ. Roman Zlotin; 22 ноября 1940, Москва — 26 февраля 2023, Блумингтон, Индиана) — советский, российский и американский учёный-биогеограф, зоолог и эколог. Заведующий лабораторией биогеографии Института географии АН СССР / РАН (1983—1994), профессор в университетах Индианы в Блумингтоне и Нью-Мексико (1994—2020).

## Биография
Родился 22 ноября 1940 года в Москве. Детство провёл в районе Хамовники.

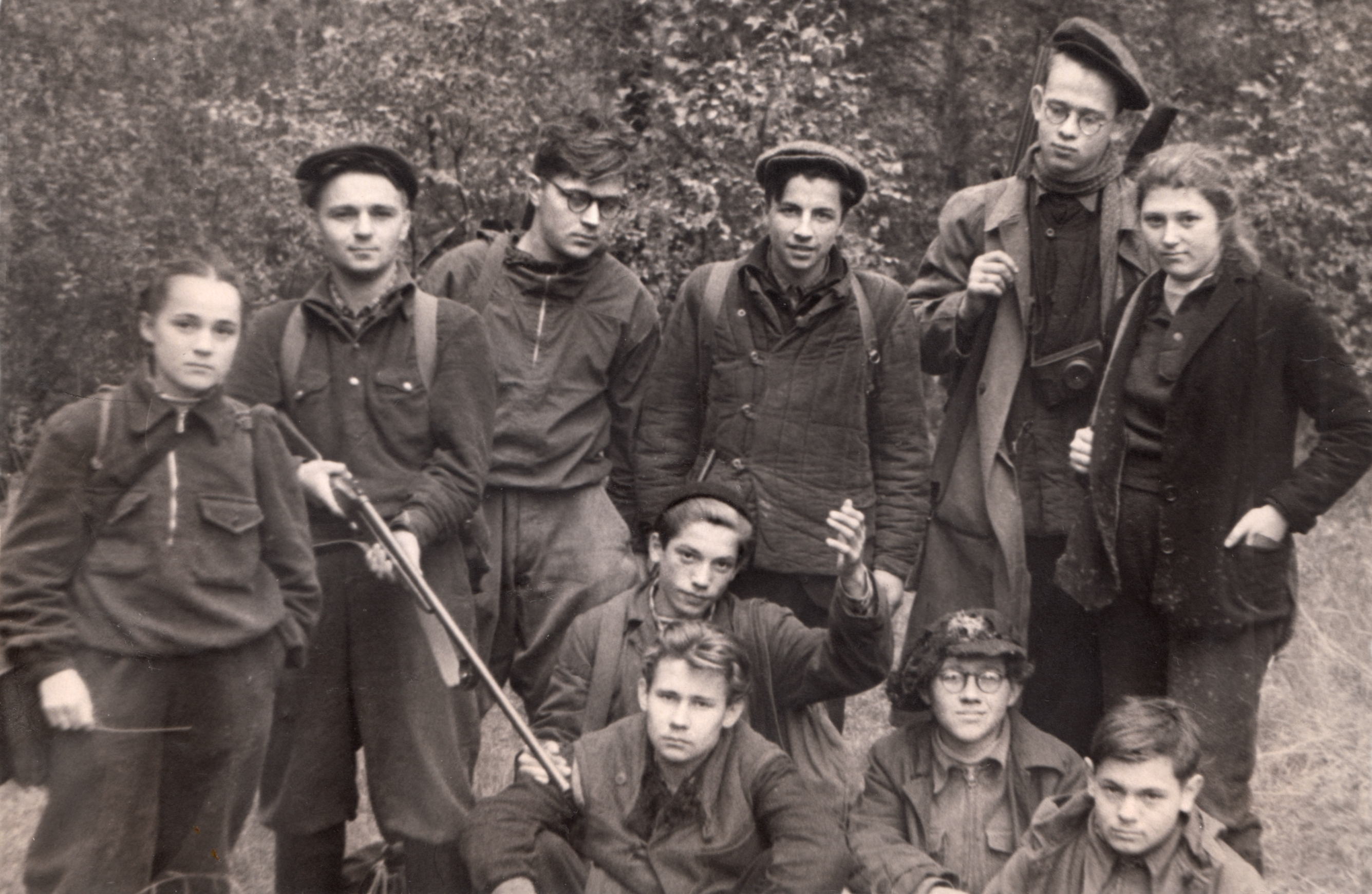
Р. И. Злотин в ВООП

Среднее образование получил в московской школе № 7, находившейся по адресу Казанский переулок, дом 10.
В 1952—1959 годах участвовал в работе биологического кружка ВООП под руководством П. П. Смолина. Вместе с Борисом Виленкиным, Петром Второвым, Юрием Пузаченко, Ольгой Шохиной, Михаилом Черняховским, Леонидом Лисовенко и Николаем Дроздовым, они стали яркими представителями второго поколения ВООПовцев. В ВООП тройкой Злотин-Второв-Лисовенко руководил Юрий Равкин, под его руководством они готовили кандидатские работы в кружке. Из-за частых экспедиций, в 8 классе был оставлен на второй год, и уехал на лето в Приокско-Террасный заповедник.
В 1958—1963 годах учился на географическом факультете МГУ, окончил кафедру биогеографии.

### Научная и организационная работа
В 1963 году был направлен в Института географии АН СССР, начинал работать в только что введённой в АН СССР должности — стажёр-исследователь.

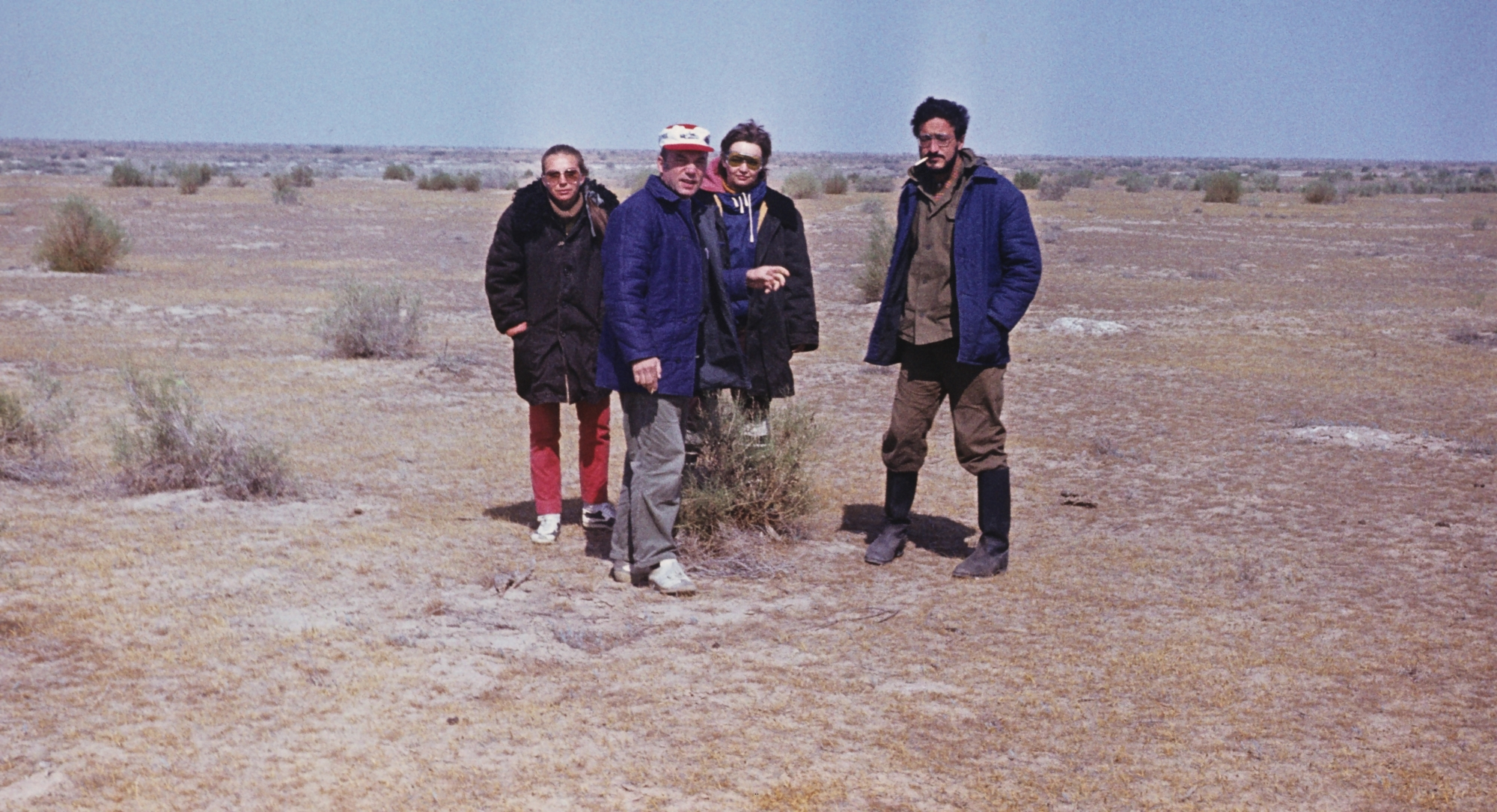
Экспедиция в Кызыл-Кум, 1989

В 1970 году защитил диссертацию по теме «Структура и продуктивность высокогорных биогеоценозов внутреннего Тянь-Шаня».
В 1976 году был заместителем генерального секретаря 23 сессии Международного географического конгресса, проходившего в Москве.
В 1979 году был научным секретарём симпозиумов «География» и «Островные экосистемы» на 14 сессии Тихоокеанского научного конгресса, проходившем в Хабаровске.
Был одним из организаторов экспедиций на тропические острова Тихого океана на научно-исследовательском судне «Каллисто», рейсы 1976—1977 и 1980 годов. Является членом неформального «Kallisto-Cub» (с Ю. П. Баденков (руководитель экспедиции), В. О. Таргульян, Ю. Г. Пузаченко, П. А. Каплин и А. А. Величко).

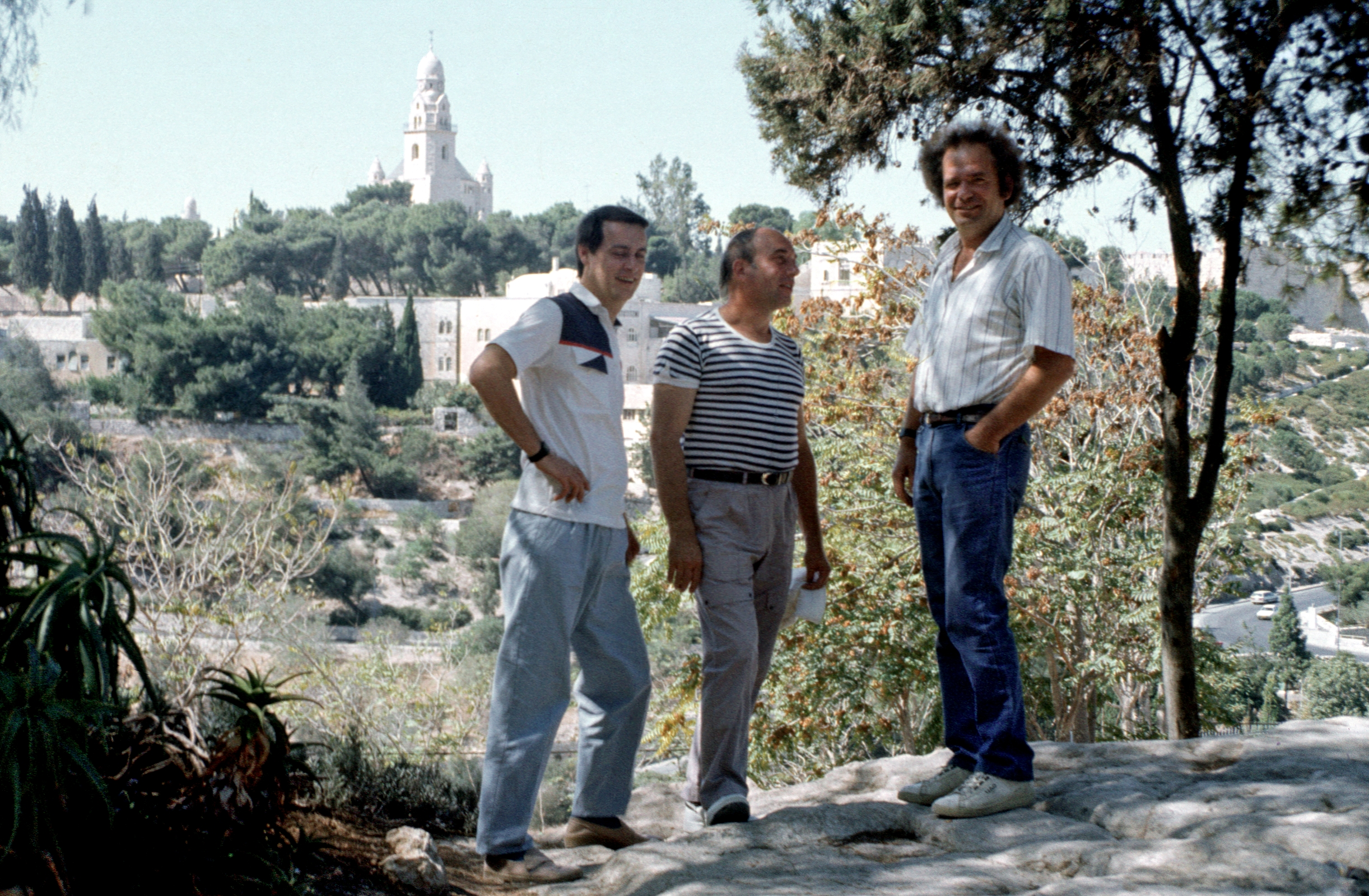
с И. Ю. Черновым
Гефсиманский сад, 1991

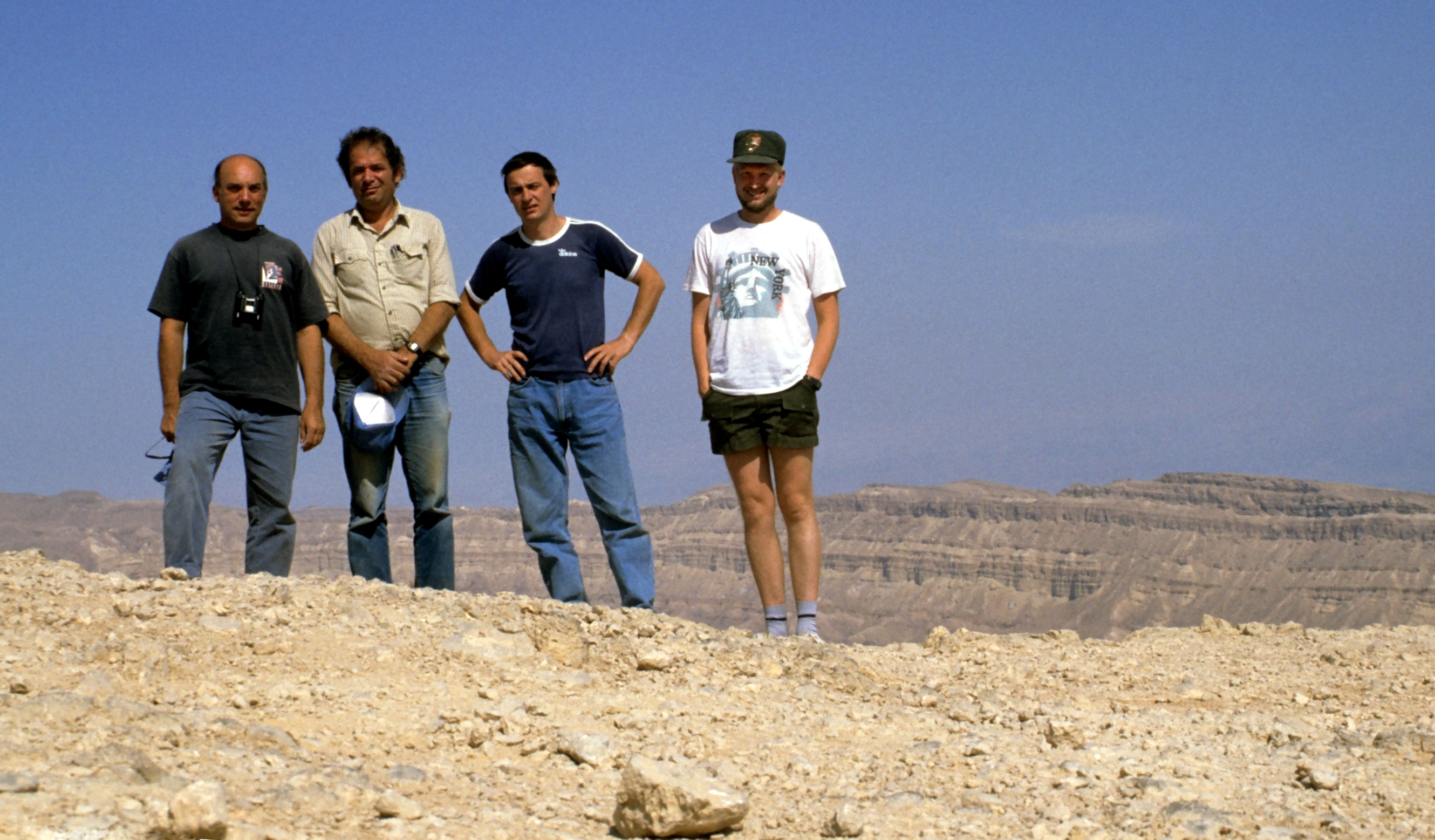
Негев, 1991

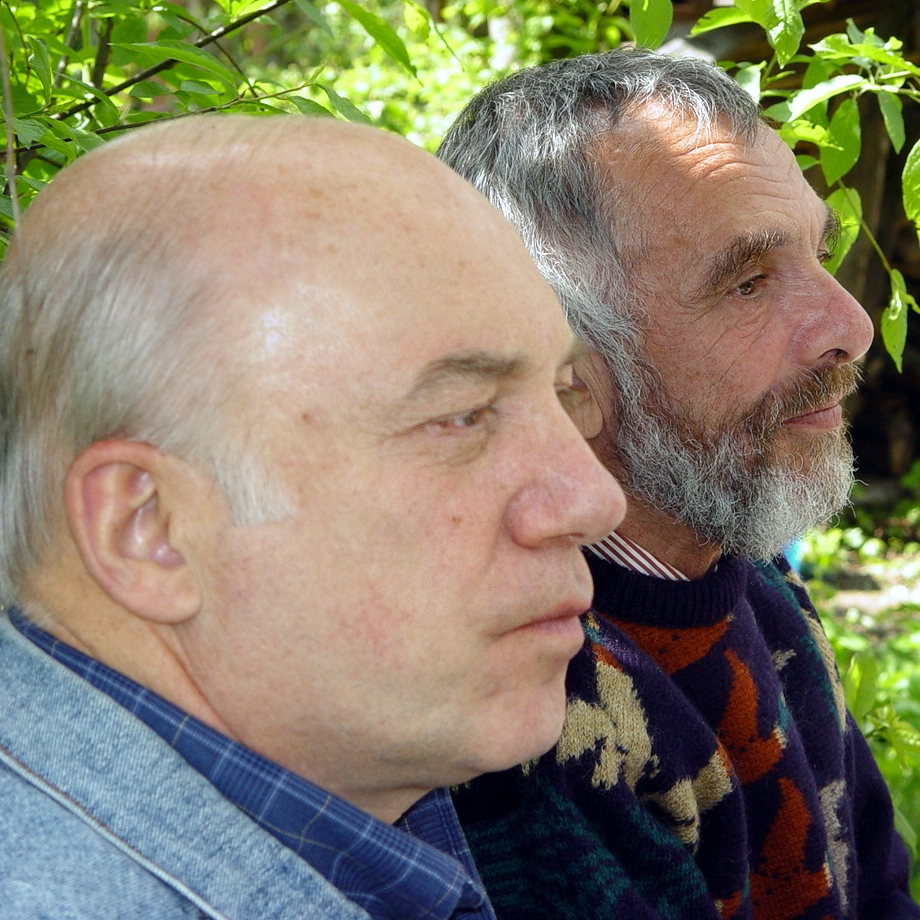
с С. Л. Перешкольником
Московская область, 2004

Передал в Зоологический музей МГУ собранные им коллекции беспозвоночных животных и рептилий из Тянь-Шаня и тропических островов.
В 1983 году сменил Ю. А. Исакова на посту заведующего отдела биогеографии Института географии АН СССР. Активно поддержал работу Н. И. Базилевич, организовав ей помощь со стороны сотрудников лаборатории. В 1991 году отдел биогеографии разделился на две лаборатории, одной из них остался заведовать Роман Исаевич, а вторую возглавил А. А. Тишков. После ухода Р. И. Злотина из Института в 1996 г. лаборатории воссоединились, а за образовавшейся единицей сохранился статус лаборатории.

### Профессорская и научная работа в США
В 1992—1993 годах читал выездные лекции в США. Преподавал в Школе общественных и экологических вопросов, Департамента географии, Института России и Восточной Европы, Отдела центрально-евразийских исследований, Университета Индианы.
С 1997 года — профессор географии Университета Индианы в Блумингтоне и биологии Университета Нью-Мексико. Обучал студентов по биогеографии и экологии, проводит летние курсы по экспериментальной экологии экосистем и биологии.
Одновременно проводил исследования в области экологии экосистем, региональной географии, изучает глобальные климатические изменения и занимается вопросами охраны природы в США и России.
Основные научные темы работ:
- Долгосрочные экологические исследования на полевых экспериментальных площадках в арктических, лесных, степных, пустынных и альпийских экосистемах.
- Экспертиза оценки экологических рисков и сохранения биоразнообразия в районах экономического развития.

Весной 2019 году вышел на пенсию, но продолжал заниматься наукой и консультациями в Университете Индианы (professor emeritus).
Скончался 26 февраля 2023 года в городе Блумингтоне, штат Индиана, США..

## Членство в организациях
- Всесоюзное географическое общество (ВГО)
- Московское общество испытателей природы (МОИП)
- Международная биологическая программа (International Biological Program) (1972—1977)
- Человек и биосфера (Man and Biosphere Program) (1980—1995)
- Экологическое общество Америки (Ecological Society of America)
- Общество экологии почв Америки (Soil Ecology Society of America)

## Участие в фильмах
Снимался в научно-популчрных фильмах СССР, среди них:
- 1977 — «Каллисто» идет к атоллу Суворова. (член экспедиции в Тихий океан)[19]
- 1988 — Куда уходят джейраны? (Биогеограф, член экспедиции в Кызыл-Кумы)[20]